# Caos tranquil
Caos tranquil (títol original en italià: Caos calmo) és una pel·lícula italiana dirigida per Antonio Luigi Grimaldi, estrenada l'any 2008. Ha estat doblada al català.

## Argument
Ha passat el temps i, després de la mort en el passat de la seva dona, Pietro, una alta executiva d'una empresa audiovisual, sent una estranya barreja de caos i calma alhora. Però no ha trobat la pau interior des que Lara va morir, de forma inesperada, un dia d'estiu en la qual ell no era a casa. Pietro porta la seva filla Claudia al col·legi i, durant dies, es queda al cotxe assegut, esperant, observant la gent.

## Repartiment
- Nanni Moretti: Pietro Paladini
- Valeria Golino: Marta
- Alessandro Gassman: Carlo Paladini
- Isabella Ferrari: Eleonora Simoncini
- Silvio Orlando: Samuele
- Blu Di Martino: Claudia Paladini
- Hippolyte Girardot: Jean-Claude
- Roberto Nobile: Taramanni
- Alba Rohrwacher: Annalisa
- Manuela Morabito: Maria Grazia
- Kasia Smutniak: Jolanda
- Beatrice Bruschi: Benedetta
- Sara D'Amico: Francesca
- Babak Karimi: Mario
- Tatiana Lepore: Mamma di Matteo
- Roman Polanski: Steiner